# Lumina întunericului
The Wind from the Sun este o colecție de povestiri științifico-fantastice scrise de Arthur C. Clarke și publicată în 1972 de Harcourt Brace Jovanovich. În limba română a fost tradusă de Mihai-Dan Pavelescu ca Lumina întunericului și a apărut în 2002 în Colecția Sci-Fi a Editurii Teora.

## Cuprins
- "Prefață"
- ""The Food of the Gods"
- "Maelstrom II"
- "The Shining Ones"
- "The Wind from the Sun"
- "The Secret"
- "The Last Command"
- "Dial F for Frankenstein"
- "Reunion" (Reîntâlnirea)
- "Playback"
- "The Light of Darkness"
- "The Longest Science-Fiction Story Ever Told"
- "Herbert George Morley Roberts Wells, Esq."
- "Love That Universe"
- "Crusade"
- "The Cruel Sky"
- "Neutron Tide"
- "Transit of Earth"
- "A Meeting with Medusa"

### În limba română
- „Prefață”
- „Hrana zeilor”
- „Maelstrom II”
- „Luminescenții”
- „Vântul solar”
- „Secretul”
- „Ultimul ordin”
- „Formați „F” de la „Frankenstein””
- „Reuniunea”
- „Play-back”
- „Lumina întunericului”
- „Cea mai lungă povestire science-fiction scrisă vreodată”
- „Herbert George Morley Robert Wells, Esq”
- „Iubiți acest Univers”
- „Cruciada”
- „Cerul crud”
- „Talazul neutronic”
- „Culminația Pământului”
- „Întâlnire cu Meduza”

## Legături externe
- en  Istoria publicării lucrării Lumina întunericului la Internet Speculative Fiction Database

## Vezi și
- Lista cărților științifico-fantastice publicate în România după 1989
- Listă cu povestirile lui Arthur C. Clarke traduse în limba română